# 281 Ukraiński Oddział Konny
281 Ukraiński Oddział Konny (niem. Ukrainische-Reiter-Abteilung 281, ros. 281-й украинский конный дивизион) – oddział wojskowy Wehrmachtu złożony z Ukraińców podczas II wojny światowej.
Oddział został sformowany w kwietniu 1942 r. w północnej części okupowanego ZSRR na bazie sotni konnej, działającej od pocz. grudnia 1941 r. Wchodził w skład 281 Dywizji Bezpieczeństwa gen. Theodora Scherera. W październiku tego roku został przemianowany na 281 Ukraiński Oddział Konny. W listopadzie zasilili go żołnierze z rozwiązanego 207 Wschodniego Oddziału Konnego. W tym samym miesiącu został przeniesiony do północnej Francji, gdzie podporządkowano go XXV Korpusowi Armijnemu 7 Armii. W 1943 r. liczebność oddziału wynosiła ok. 50 Niemców i ponad 280 Ukraińców. Od sierpnia 1944 r. aż do końca wojny stacjonował w Festung Lorient, oblężonej przez wojska alianckie. Na pocz. 1945 r. wszedł w skład nowo formowanej 2 Dywizji gen. Petro Diaczenki Ukraińskiej Armii Narodowej.